# Међународни аутодром Мајами
Међународни аутодром Мајами је привремено наменски изграђена стаза око Хард рок стадиона и његових приватних објеката у предграђу Мајамија, Мајами Гарденс, на Флориди. Стаза је дуга 5,412 км и има 19 кривина са предвиђеном просечном брзином од око 223 км/ч. Стаза је посебно дизајнирана за Велику награду Мајамија, која је уврштена у календар светског шампионата Формуле 1 за 2022.

## Историја
Стаза је предложена још у октобру 2019. са почетним дизајном на месту одржавања, уз разматрање до 75 дизајна, а 36 симулираних. Власник стадиона, Стивен Рос покушавао је да привуче Формулу 1 неколико година пре него што је првобитни дизајн објављен. Организатори трке на стадиону Хард рок имали су начелни договор да од 2021. буду домаћини трке, али је то одложено. Комесари Мајами Гарденса су у почетку гласали против стварања стазе, али је то поништено 14. априла 2021. 2. септембра 2021. стаза је званично названа „Међународни аутодром Мајами“.

## Стаза
Ова стаза ће бити у оквиру приватног власништва Хард рок стадиона, користиће све нове и постојеће путеве унутар, са новим сталним асфалтом. Стаза је привременог типа, која неће користити јавне улице које се налазе око Хард рок стадиона. Неколико недеља пре тркачког викенда, стаза и њене безбедносне карактеристике биће састављене само за викенд трке. После викенда трке, стаза ће бити демонтирана, а објекат Хард рок стадиона враћен у нормалу.